# Wehrda (Haunetal)
Wehrda ist ein Ortsteil der Marktgemeinde Haunetal im osthessischen Kreis Hersfeld-Rotenburg. Der Ort liegt zwischen Bad Hersfeld und Fulda im südlichen Teil des Kreises Hersfeld-Rotenburg. Die nächste größere Straße ist die Bundesstraße 27, die unterhalb Wehrdas im Haunetal verläuft.

## Geschichte

### Ortsgeschichte
Die älteste bekannte schriftliche Erwähnung der fuldischen Burg Wehrda („castrum Werdowe“) erfolgte 1303. In jenem Jahr verkaufte der Fuldaer Abt Heinrich V. die Burg, so wie er sie einst selbst gekauft hatte, für 150 Pfund fuldischer Pfennige an den Ritter Johannes von Beenhausen. 1308 war die Rede von einem fuldischen Amt Wehrda-Neukirchen, welches in den nachfolgenden Jahrhunderten immer wieder an verschiedene Familien des buchonischen Adels verpfändet wurde. Pfandnehmer waren u. a. die Familien von Trubenbach, von Buchenau, von Haune, von Hattenbach und von der Tann. Selbst dem Abt von Hersfeld war die Burg kurzfristig verpfändet. Die Burg wurde 1351 während einer kriegerischen Auseinandersetzung belagert.

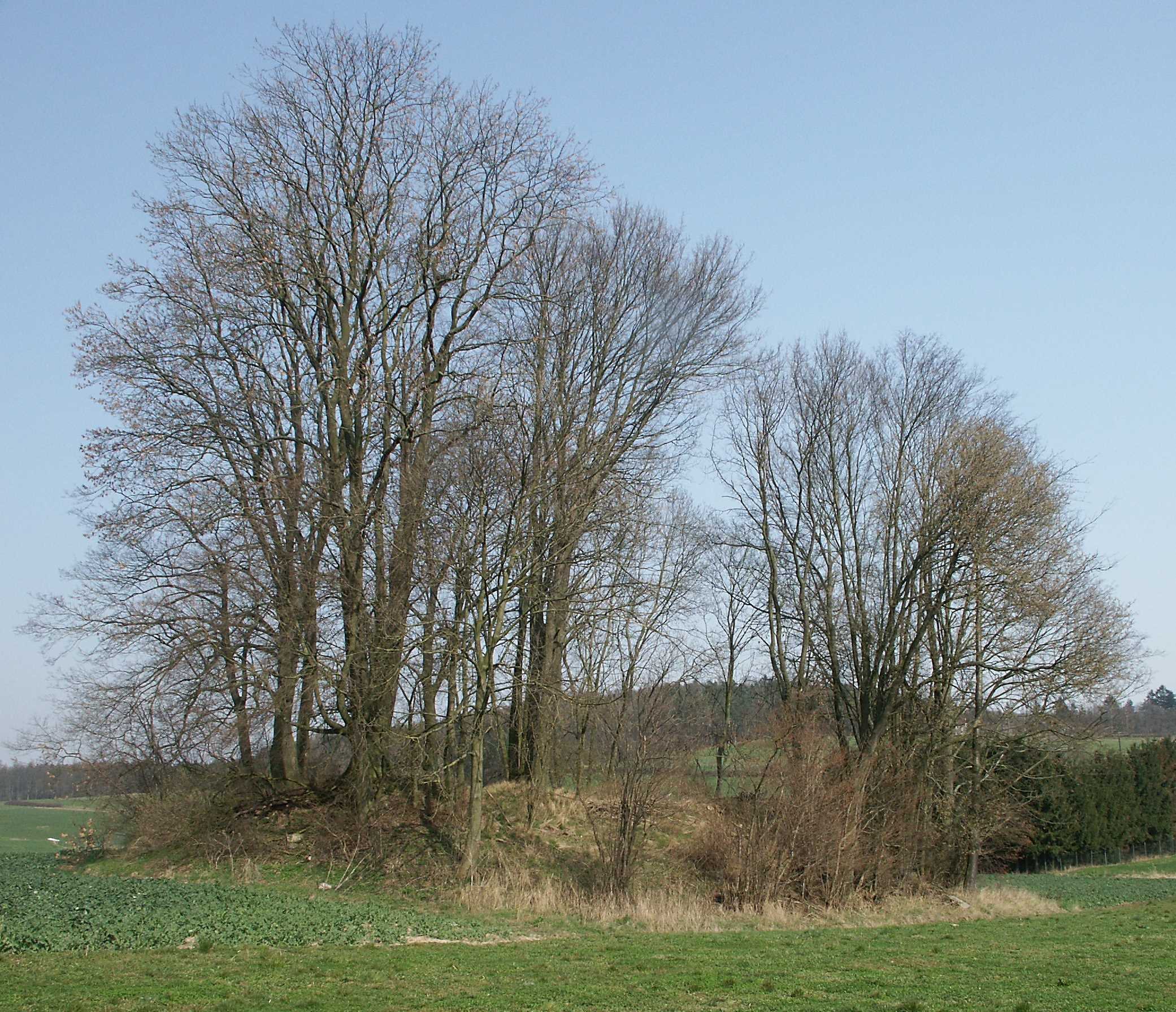
Burghügel von Südwesten

0,7 km nordnordöstlich des Ortsmittelpunktes von Wehrda befinden sich die Reste der Burgruine Altwehrda im Ackergelände. Hier stand die Burg der Ritter von Trubenbach (neuzeitlich genannt: Trümbach). Ebenso stand hier das kleine Dorf „Trubenbach“, welches nach seiner Verwüstung im Spätmittelalter in der Dorfgemarkung von Wehrda aufging. Die Familie von Trubenbach wird in der Überlieferung erstmals 1133 als Fuldaer Ministeriale genannt („Warmund de Druonbach“).
Wehrda gehörte neben Rhina zu den sogenannten „Judendörfern“, da nach dem Dreißigjährigen Krieg (1618–1648) durch die Grundherren zahlreiche Juden angesiedelt wurden, um die im Krieg erlittenen Bevölkerungsverluste auszugleichen und ihre Einnahmen zu sichern. Der örtliche jüdische Friedhof, der etwa ein Kilometer östlich der Dorfmitte liegt, wurde 1853 das erste Mal belegt. Davor beerdigte die jüdische Gemeinde ihre Toten auf dem Friedhof in Burghaun.
Von 1947 bis 1952 war Wehrda Dienstsitz der Hessischen Lehr- und Versuchsanstalt für Grünlandwirtschaft und Futterbau. Heute wird diese Einrichtung als privater Betrieb für Getreidevermehrung und Saatenhandel weitergeführt.
Größere Bekanntheit erlangte das Dorf als Spielort der Erzählung Der Sonntag, an dem ich Weltmeister wurde von F. C. Delius. Dieser schildert es auch in seinem Roman Mein Jahr als Mörder.
Hessische Gebietsreform (1970–1977)
Zum 31. Dezember 1971 wurde die damals zum Landkreis Hünfeld gehörende selbständige Gemeinde Wehrda im Zuge der Gebietsreform in Hessen in die im gleichen Jahr neu gegründete Gemeinde Haunetal auf freiwilliger Basis eingemeindet. Für Wehrda wurde, wie für die übrigen bei der Gebietsreform nach Haunetal eingegliederten Gemeinden, ein Ortsbezirk mit Ortsbeirat und Ortsvorsteher nach der Hessischen Gemeindeordnung gebildet.

### Verwaltungsgeschichte im Überblick
Die folgende Liste zeigt die Staaten und Verwaltungseinheiten, denen Wehrda angehört(e):
- vor 1803: Heiliges Römisches Reich, Hochstift Fulda, Gericht Wehrda
- 1803–1806: Heiliges Römisches Reich, Fürstentum Nassau-Oranien-Fulda, Fürstentum Fulda, Zent Neukirchen
- 1806–1813: Königreich Westphalen, Departement der Werra, Distrikt Hersfeld, Kanton Holzheim
- ab 1815: Kurfürstentum Hessen, Großherzogtum Fulda, Amt Burghaun[10]
- ab 1821/22: Kurfürstentum Hessen, Provinz Fulda, Kreis Hünfeld[11][Anm. 1]
- ab 1848: Kurfürstentum Hessen, Bezirk Fulda
- ab 1851: Kurfürstentum Hessen, Provinz Fulda, Kreis Hünfeld
- ab 1867: Königreich Preußen, Provinz Hessen-Nassau, Regierungsbezirk Kassel, Kreis Hünfeld
- ab 1871: Deutsches Reich, Königreich Preußen, Provinz Hessen-Nassau, Regierungsbezirk Kassel, Kreis Hünfeld
- ab 1918: Deutsches Reich, Freistaat Preußen, Provinz Hessen-Nassau, Regierungsbezirk Kassel, Kreis Hünfeld
- ab 1944: Deutsches Reich, Freistaat Preußen, Provinz Kurhessen, Landkreis Hünfeld
- ab 1945: Deutsches Reich, Amerikanische Besatzungszone, Groß-Hessen, Regierungsbezirk Kassel, Landkreis Hünfeld
- ab 1946: Deutsches Reich, Amerikanische Besatzungszone, Hessen, Regierungsbezirk Kassel, Landkreis Hünfeld
- ab 1949: Bundesrepublik Deutschland, Hessen, Regierungsbezirk Kassel, Landkreis Hünfeld
- ab 1972: Bundesrepublik Deutschland, Hessen, Regierungsbezirk Kassel, Landkreis Hersfeld-Rotenburg, Gemeinde Haunetal

## Bevölkerung

### Einwohnerstruktur 2011
Nach den Erhebungen des Zensus 2011 lebten am Stichtag, dem 9. Mai 2011, in Wehrda 630 Einwohner. Darunter waren 12 (1,9 %) Ausländer. Nach dem Lebensalter waren 210 Einwohner unter 18 Jahren, 198 zwischen 18 und 49, 108 zwischen 50 und 64 und 111 Einwohner waren älter. Die Einwohner lebten in 222 Haushalten. Davon waren 66 Singlehaushalte, 87 Paare ohne Kinder und 66 Paare mit Kindern, sowie 27 Alleinerziehende und 3 Wohngemeinschaften. In 45 Haushalten lebten ausschließlich Senioren und in 144 Haushaltungen lebten keine Senioren.

### Einwohnerentwicklung
| Wehrda: Einwohnerzahlen von 1834 bis 2015 | Wehrda: Einwohnerzahlen von 1834 bis 2015 | Wehrda: Einwohnerzahlen von 1834 bis 2015 | Wehrda: Einwohnerzahlen von 1834 bis 2015 | Wehrda: Einwohnerzahlen von 1834 bis 2015 |
| --- | ----------------------------------------- | ----------------------------------------- | ----------------------------------------- | ----------------------------------------- |
| Jahr |                                           |                                           |                                           | Einwohner                                 |
| 1834 | 1834                                      |                                           | 903                                       | 903                                       |
| 1840 | 1840                                      |                                           | 978                                       | 978                                       |
| 1846 | 1846                                      |                                           | 947                                       | 947                                       |
| 1852 | 1852                                      |                                           | 885                                       | 885                                       |
| 1858 | 1858                                      |                                           | 817                                       | 817                                       |
| 1864 | 1864                                      |                                           | 815                                       | 815                                       |
| 1871 | 1871                                      |                                           | 753                                       | 753                                       |
| 1875 | 1875                                      |                                           | 727                                       | 727                                       |
| 1885 | 1885                                      |                                           | 656                                       | 656                                       |
| 1895 | 1895                                      |                                           | 606                                       | 606                                       |
| 1905 | 1905                                      |                                           | 554                                       | 554                                       |
| 1910 | 1910                                      |                                           | 533                                       | 533                                       |
| 1925 | 1925                                      |                                           | 497                                       | 497                                       |
| 1939 | 1939                                      |                                           | 527                                       | 527                                       |
| 1946 | 1946                                      |                                           | 857                                       | 857                                       |
| 1950 | 1950                                      |                                           | 885                                       | 885                                       |
| 1956 | 1956                                      |                                           | 781                                       | 781                                       |
| 1961 | 1961                                      |                                           | 782                                       | 782                                       |
| 1967 | 1967                                      |                                           | 705                                       | 705                                       |
| 1970 | 1970                                      |                                           | 693                                       | 693                                       |
| 1980 | 1980                                      |                                           | ?                                         | ?                                         |
| 1990 | 1990                                      |                                           | ?                                         | ?                                         |
| 2000 | 2000                                      |                                           | ?                                         | ?                                         |
| 2011 | 2011                                      |                                           | 630                                       | 630                                       |
| 2015 | 2015                                      |                                           | 625                                       | 625                                       |
| Datenquelle: Historisches Gemeindeverzeichnis für Hessen: Die Bevölkerung der Gemeinden 1834 bis 1967. Wiesbaden: Hessisches Statistisches Landesamt, 1968. Weitere Quellen: LAGIS; Gemeinde Haunetal; Zensus 2011 |                                           |                                           |                                           |                                           |

### Historische Religionszugehörigkeit
| • 1885: | 78 evangelische (= 100 %) Einwohner                               |
| • 1961: | 83 evangelische (= 86,75 %), 11 katholische (= 13,25 %) Einwohner |

## Politik
Für Wehrda besteht ein Ortsbezirk (Gebiete der ehemaligen Gemeinde Wehrda) mit Ortsbeirat und Ortsvorsteher nach der Hessischen Gemeindeordnung. Der Ortsbeirat besteht aus neun Mitgliedern. Bei den Kommunalwahlen in Hessen 2021 betrug die Wahlbeteiligung zum Ortsbeirat 56,80 %. Alle Kandidaten gehören der „Bürgerliste Wehrda“ an. Der Ortsbeirat wählte Martin Witzel zum Ortsvorsteher.

## Kultur und Sehenswürdigkeiten
Im Ort befinden sich drei Schlösser: Das „Rote Schloss“, das „Gelbe Schloss“ und das „Schloss Hohenwehrda“, in dem sich heute ein Landerziehungsheim befindet.

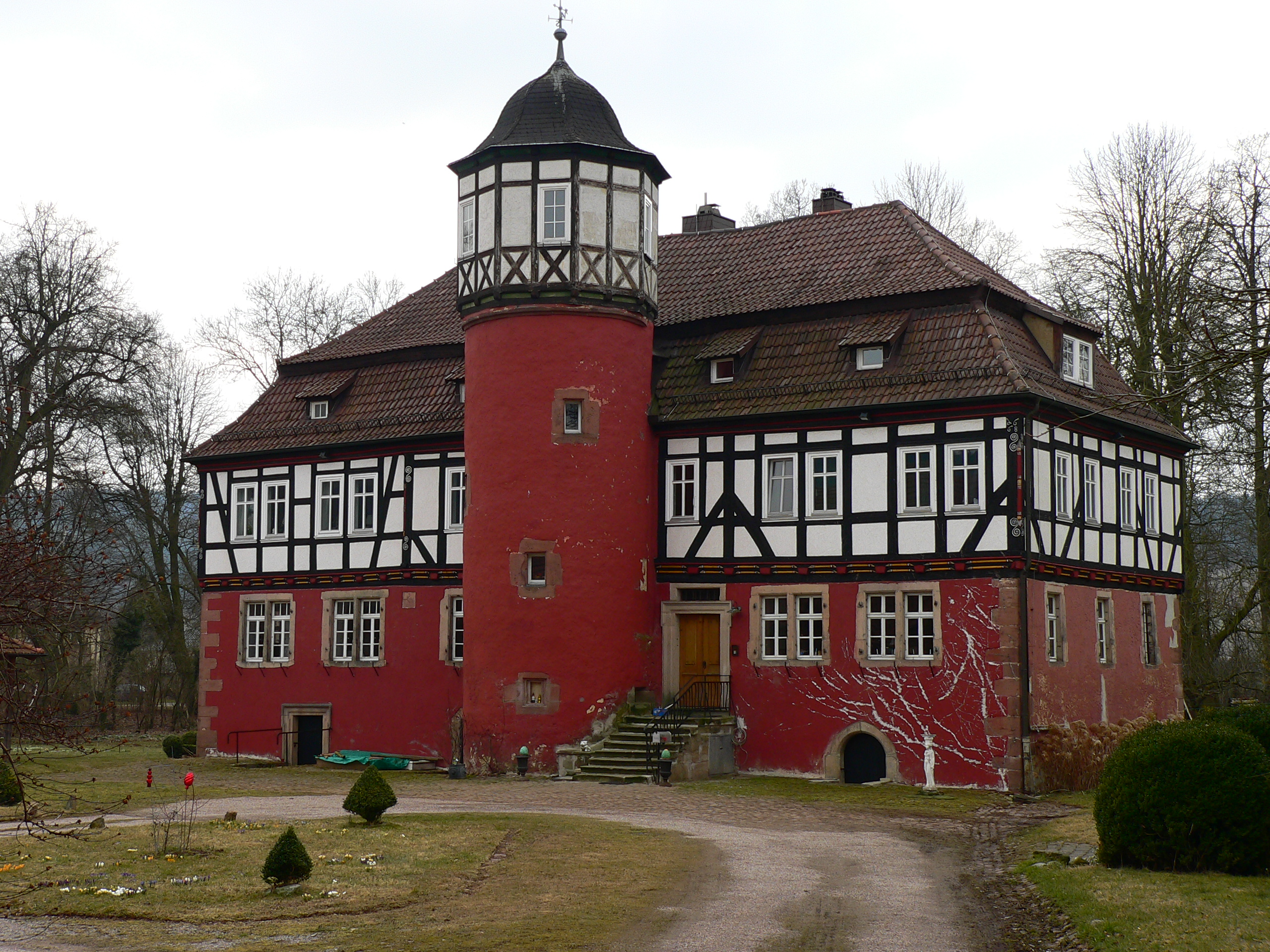
Rotes Schloss
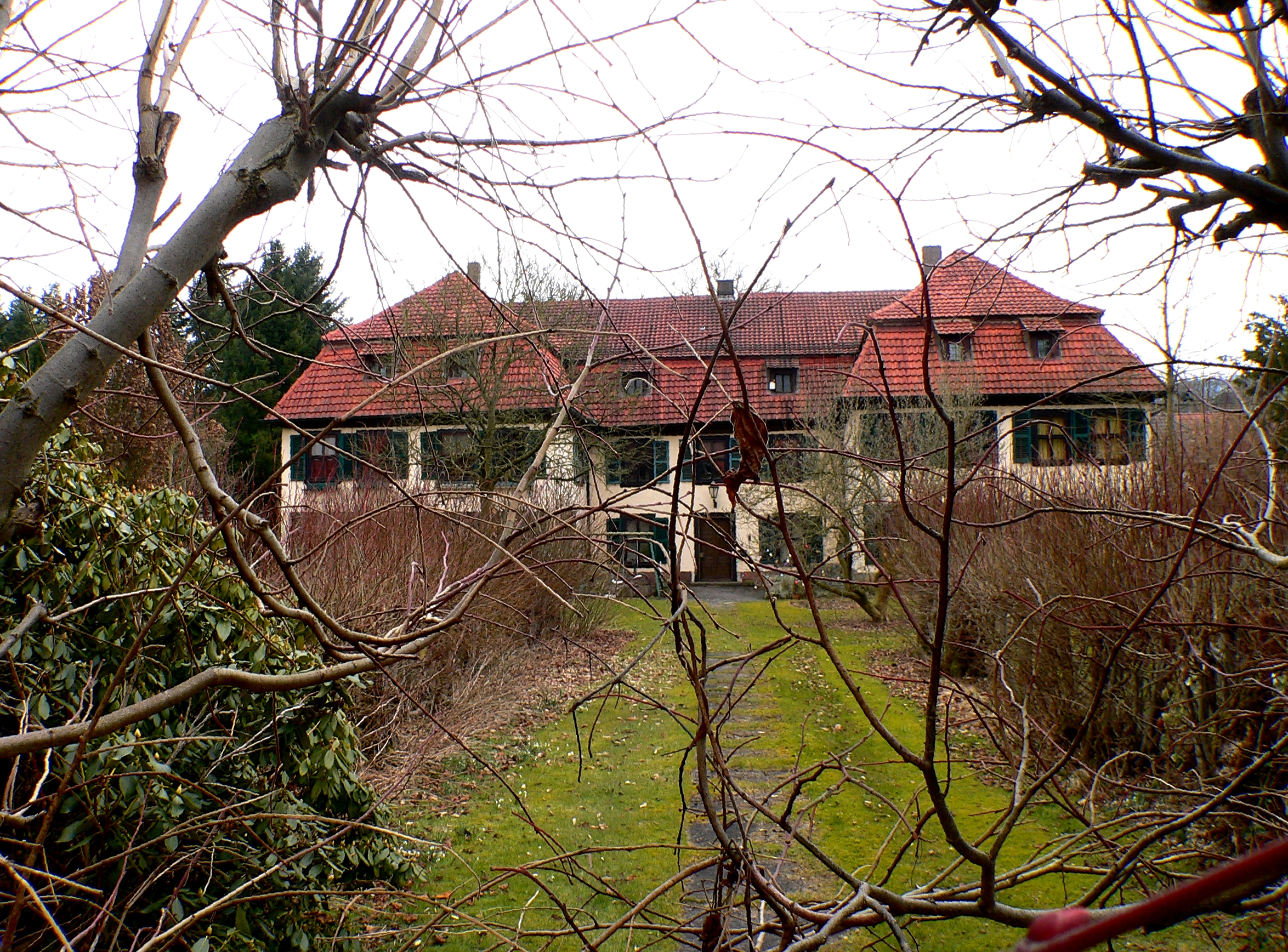
Gelbes Schloss
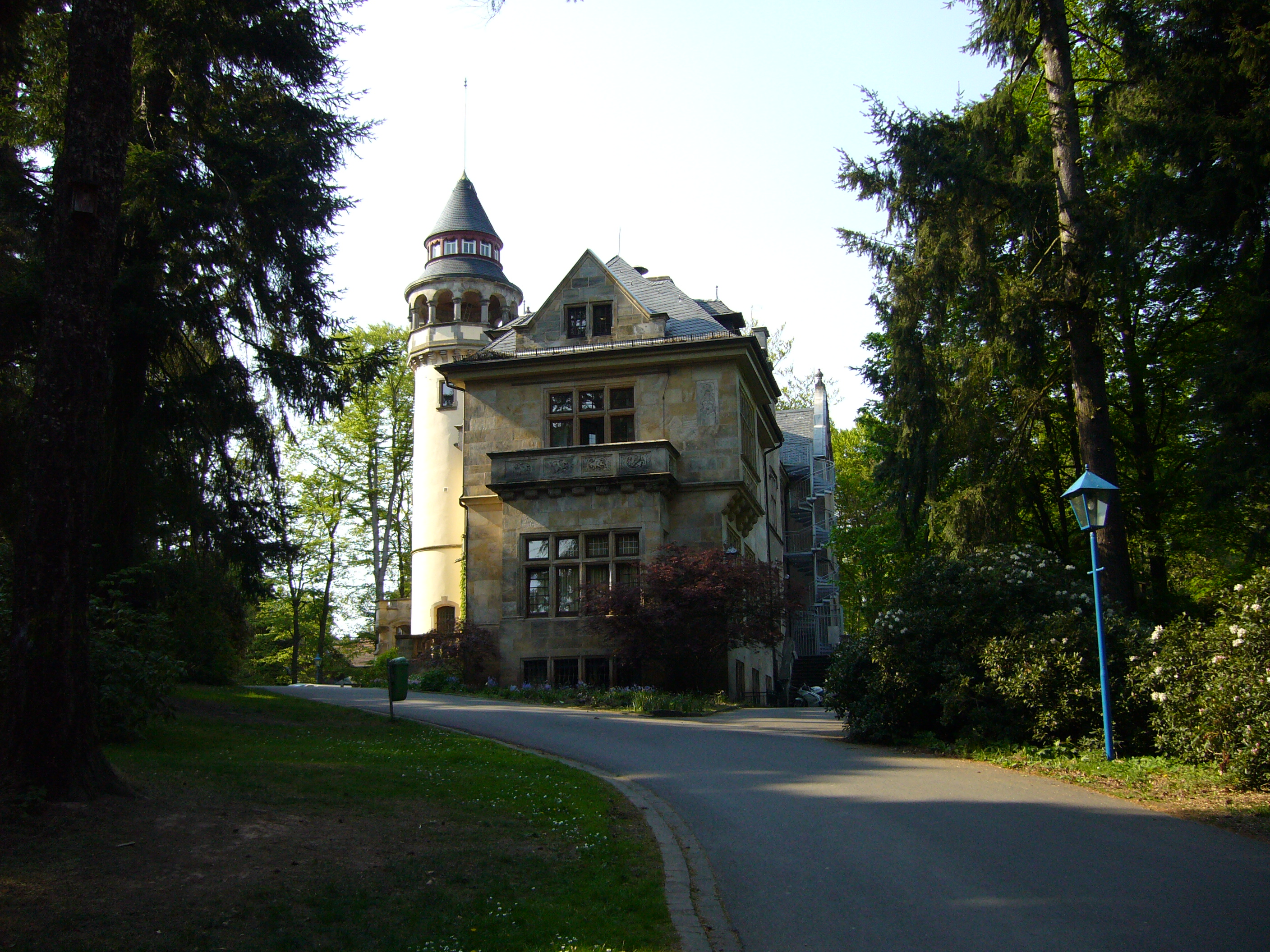
Schloss Hohenwehrda

Für die unter Denkmalschutz stehenden Objekte im Ort, siehe die Liste der Kulturdenkmäler in Wehrda.

## Persönlichkeiten
- Friedrich Fondy (1784–1866), Landrat und Mitglied der kurhessischen Ständeversammlung
- Friedrich Christian Delius (1943–2022), Schriftsteller, wuchs in Wehrda auf